# Onthophagus olidus
Onthophagus olidus là một loài bọ cánh cứng trong họ Bọ hung (Scarabaeidae).